# Danh sách tòa nhà cao nhất Trung Quốc
Trung Quốc là một quốc gia có tốc độ phát triển nhà cao tầng cao nhất thế giới. Tòa nhà cao nhất Trung Quốc hiện tại là tòa Tháp Thượng Hải với độ cao 632 m (2,073 ft) và cao thứ 2 thế giới chỉ sau tòa tháp Burj Khalifa với độ cao 828 m (2,716 ft)
Dưới đây là danh sách tòa nhà cao nhất Trung Quốc với độ cao từ 250m trở lên.

## Danh sách
| Hạng                                   | Tên Tòa Nhà                              | Độ cao (m) | Số tầng | Khánh thành   | Thành phố   |
| -------------------------------------- | ---------------------------------------- | ---------- | ------- | ------------- | ----------- |
| 1                                      | Tháp Thượng Hải                          | 632 m      | 121     | 2014          | Thượng Hải  |
| 2                                      | Trung tâm Tài chính Quốc tế Bình An      | 599 m      | 115     | 2017          | Thâm Quyến  |
| 3                                      | Golden finance 117                       | 597 m      | 117     | Đang thi công | Thiên Tân   |
| 4                                      | Guangzhou CTF finance center             | 530 m      | 111     | 2016          | Quảng Châu  |
| 4                                      | Tiajin CTF finance center                | 530 m      | 98      | 2018          | Thiên Tân   |
| 5                                      | China Zun                                | 528 m      | 108     | 2018          | Bắc Kinh    |
| 6                                      | Trung tâm Tài chính Thế giới Thượng Hải  | 492 m      | 101     | 2008          | Thượng Hải  |
| 7                                      | International Commerce Centre            | 484 m      | 118     | 2010          | Hồng Kông   |
| 8                                      | Changsha IFS tower T1                    | 452.1 m    | 88      | 2017          | Trường Sa   |
| 9                                      | zifeng tower                             | 450 m      | 89      | 2010          | Nam Kinh    |
| 9                                      | Suzhou IFS                               | 450 m      | 92      | 2017          | Tô Châu     |
| 10                                     | Kingkey 100                              | 442 m      | 100     | 2011          | Thâm Quyến  |
| 11                                     | Trung tâm Tài chính Quốc tế Quảng Châu   | 440 m      | 103     | 2010          | Quảng Châu  |
| 12                                     | wuhan center                             | 438 m      | 88      | 2016          | Vũ Hán      |
| 13                                     | Tháp Kim Mậu                             | 421 m      | 88      | 1998          | Thượng Hải  |
| 14                                     | Two International Finance Centre         | 412 m      | 88      | 2003          | Hồng Kông   |
| 15                                     | china resoures nanning tower             | 402.7 m    | 85      | 2018          | Nam Ninh    |
| 16                                     | China Resources Headquarters Main Tower  | 392 m      | 67      | 2018          | Thâm Quyến  |
| 17                                     | CITIC plaza                              | 390.1 m    | 80      | 1997          | Quảng Châu  |
| 18                                     | Tháp Shum Yip Upperhills 1               | 388 m      | 80      | 2019          | Thâm Quyến  |
| 19                                     | Shun Hing Square                         | 384 m      | 69      | 1996          | Thâm Quyến  |
| 20                                     | Eton Place Dalian 1                      | 383.2 m    | 81      | 2015          | Đại Liên    |
| 21                                     | Logan Century Center 1                   | 381.3 m    | 82      | 2017          | Nam Ninh    |
| 22                                     | Central Plaza                            | 373.9 m    | 78      | 1992          | Hồng Kông   |
| 23                                     | Tháp Golden Eagle Tiandi A               | 368.1 m    | 76      | 2018          | Nam Kinh    |
| 24                                     | Bank of China Tower                      | 367 m      | 70      | 1990          | Hồng Kông   |
| 29                                     | The Pinnacle                             | 360m       | 60      | 2012          | Quảng Châu  |
| 25                                     | Hanking Center                           | 358.9 m    | 73      | 2017          | Thâm Quyến  |
| 26                                     | SEG Plaza                                | 356 m      | 71      | 2000          | Thâm Quyến  |
| 27                                     | Raffles City Chongqing T3N/T4N           | 354.5 m    | 79      | 2019          | Trùng Khánh |
| 28                                     | Forum 66 tower 1                         | 351 m      | 68      | 2015          | Thẩm Dương  |
| 29                                     | Trung Tâm Tài chính quốc tế Tây An Glory | 350m       | 75      | 2019          | Tây An      |
|                                        | The Center                               | 346 m      | 73      | 1998          | Hong Kong   |
|                                        | Xiamen International Centre              | 339 m      | 68      | 2016          | Hạ Môn      |
|                                        | Chongqing World Financial Center         | 339 m      | 79      | 2014          | Trùng Khánh |
|                                        | Hengqin IFC                              | 337 m      | 69      | 2019          | Châu Hải    |
| Trung Tâm tài chính thế giới Thiên Tân | 337 m                                    | 76         | 2011    | Thiên Tân     |             |
|                                        | Huaguoyuan Tower 1                       | 335 m      | 64      | 2017          | Quý Dương   |
|                                        | Huaguoyuan Tower 2                       | 335 m      | 64      | 2017          | Quý Dương   |
|                                        | Zhuhai Tower                             | 330 m      | 67      | 2017          | Châu Hải    |
|                                        | Global City Square                       | 319m       | 67      | 2016          | Quảng Châu  |
|                                        | Chongqing IFS T1                         | 316 m      | 63      | 2016          | Trùng Khánh |
|                                        | Changsha IFS Tower T2                    | 315m       | 63      | 2018          | Trường Sa   |
|                                        | Poly Pazhou C2                           | 311m       | 61      | 2017          | Quảng Châu  |
|                                        | Pearl River Tower                        | 310m       | 71      | 2012          | Quảng Châu  |
|                                        | Guangzhou Fortune Center                 | 309m       | 73      | 2015          | Quảng Châu  |
|                                        | Guangfa Securities Headquarters          | 308m       | 62      | 2018          | Quảng Châu  |
|                                        | Leatop Plaza                             | 303m       | 65      | 2012          | Quảng Châu  |
|                                        | Huachuang International Plaza Main Tower | 300m       | 66      | 2017          | Trường Sa   |
|                                        | Concord International Centre             | 290 m      | 64      | 2017          | Trùng Khánh |
|                                        | Global Trade Plaza                       | 289m       | 68      | 2013          | Đông Hoản   |
|                                        | Yingli Tower                             | 288 m      | 65      | 2012          | Trùng Khánh |
| R&F Land Landmark Plaza South Tower    | 288m                                     | 66         | 2014    | Quảng Châu    |             |
|                                        | United International Mansion             | 287 m      | 67      | 2013          | Trùng Khánh |
|                                        | Chongqing Poly International Tower       | 286 m      | 56      | 2013          | Trùng Khánh |
|                                        | Chongqing World Trade Center             | 283m       | 60      | 2005          | Trùng Khánh |
| GT Land Landmark Plaza South Tower     | 283m                                     | 47         | 2014    | Quảng Châu    |             |
|                                        | China Resources Center 1                 | 280 m      | 55      | 2016          | Hợp Phì     |
|                                        | Tianhui Plaza C3                         | 270m       | 60      | 2017          | Quảng Châu  |
| Huayuan Center Tower 7                 | 270m                                     | 54         | 2016    | Trường Sa     |             |
| Greenland Center Tower 1               | 270m                                     | 57         | 2016    | Tây An        |             |
| Greenland Center Tower 2               | 270m                                     | 57         | 2018    | Tây An        |             |
|                                        | Dapeng International Plaza               | 269m       | 56      | 2006          | Quảng Châu  |
| China International Center Tower B     | 269m                                     | 62         | 2007    | Quảng Châu    |             |
|                                        | Bank of Guangzhou Tower                  | 268m       | 57      | 2012          | Quảng Châu  |
| Xinhe Delta Beichen Project            | 268m                                     | 45         | 2014    | Trường Sa     |             |
|                                        | Raffles City T5                          | 265 m      | 56      | 2019          | Trùng Khánh |
| Raffles City T2                        | 265 m                                    | 56         | 2019    | Trùng Khánh   |             |
| Raffles City T4S                       | 265 m                                    | 56         | 2019    | Trùng Khánh   |             |
| Raffles City T3S                       | 265 m                                    | 56         | 2019    | Trùng Khánh   |             |
|                                        | Orient Plaza T1                          | 262 m      | 56      | 2015          | Trùng Khánh |
|                                        | Vanke Chang'an Center                    | 260 m      | 60      | 2017          | Đông Hoản   |
|                                        | Post & Telecommunication Hub             | 260m       | 66      | 2003          | Quảng Châu  |

## Công trình đang xây dựng
| Hạng | tên công trình                        | độ cao (m) | số tầng | hoàn thành | thành phố |
| ---- | ------------------------------------- | ---------- | ------- | ---------- | --------- |
|      | Dongguan International Trade Center A | 427        | 88      | 2021       | Đông Hoản |
|      | Shimao Hunan Center                   | 347        |         | ?          | Trường Sa |
|      | Dongguan International Trade Center B | 260        |         | 2021       | Đông Hoản |
|      |                                       |            |         |            |           |